# 이승리 (1995년)
이승리(1995년 1월 18일 ~ )는 대한민국의 뮤지컬 배우이다. 그룹 '기브너스'의 멤버였다.

## 학력
- 용인대학교 뮤지컬연극학과 졸업

## 출연작

### 방송
- 2019~2020 딩동댕 친구들 - 장난감의 비밀

### 음반 및 공연
- 2013년 팻두-부엉이남매와 펠리컨의사
- 2017년 루쓰-내 노래의 이유
- 2017년 모세
- 2017년 반짝반짝 빛나는
- 2017년 인생이 동화같다면
- 2018년 Greatest Love-정말 중요한 건
- 2018년 Greatest Love-꿈이란 건
- 2018년 GREAT LOVE
- 2018~2019 취생몽사
- 2018년 백설공주를 사랑한 난장이
- 2018년 백설공주를 사랑한 난장이-경기도 광주
- 2018년 데굴데굴 물꼬마-영주
- 2018년 제 168회 목요예술무대:백설공주를 사랑한 난장이
- 2019년 안스 스토리 '마법의 숲'
- 2019년 뮤지컬 '길' - 고양
- 2019년 뮤지컬 '길' - 김천
- 2020년 뮤지컬 '피끝' - 영주
- 2021년 뮤지컬 '칠정' - 영주
- 2022년 안녕 이끼끼 - 춘천인형극제
- 2021~2022년 뮤지컬 '써니텐'
- 2022년 뮤지컬 '슈퍼클로젯'
- 2023년 뮤지컬 '번개맨'